# San Martino dall'Argine
San Martino Dall'argine là một đô thị tại tỉnh Mantova trong vùng Lombardia của Italia, có vị trí cách khoảng 110 km về phía đông nam của Milano và khoảng 25 km về phía tây nam của Mantova. Tại thời điểm ngày 31 tháng 12 năm 2004, đô thị này có dân số 1.843 người và diện tích là 17 km².
San Martino Dall'argine giáp các đô thị: Bozzolo, Gazzuolo, Marcaria, Rivarolo Mantovano, Spineda.